# Benkő Mónika
Benkő Mónika (Budapest, 1986. október 12. –) válogatott labdarúgó, középpályás. Jelenleg a Dorogi Diófa SE labdarúgója.

## Pályafutása

### A válogatottban
2007 és 2012 között hét alkalommal szerepelt a válogatottban.

## Sikerei, díjai
- Magyar bajnokság
  - bajnok: 2001–02, 2002–03, 2005–06, 2006–07, 2007–08
  - 2.: 2012–13
  - 3.: 2004–05, 2011–12
- Magyar kupa
  - győztes: 2012
  - döntős: 2002, 2013

## Statisztika

### Mérkőzései a válogatottban
| Magyarország | Magyarország        | Magyarország                   | Magyarország | Magyarország | Magyarország | Magyarország | Magyarország | Magyarország |
| #            | Dátum               | Helyszín                       | Hazai        | Eredmény     | Vendég       | Kiírás       | Gólok        | Esemény      |
| ------------ | ------------------- | ------------------------------ | ------------ | ------------ | ------------ | ------------ | ------------ | ------------ |
| 1.           | 2007. március 15.   | Győr, Integrál-DAC pálya       | Magyarország | 3 – 1        | Szlovákia    | barátságos   | -            | 46'          |
| 2.           | 2007. október 27.   | Bük                            | Magyarország | 1 – 3        | Olaszország  | Eb-selejtező | -            |              |
| 3.           | 2008. április 23.   | Miskolc, DVTK-stadion          | Magyarország | 0 – 2        | Írország     | Eb-selejtező | -            | 88'          |
| 4.           | 2008. május 3.      | Székesfehérvár, Sóstói Stadion | Magyarország | 0 – 6        | Svédország   | Eb-selejtező | -            | 71'          |
| 5.           | 2008. május 28.     | Arad, Városi Stadion           | Románia      | 3 – 1        | Magyarország | Eb-selejtező | -            | 58'          |
| 6.           | 2011. június 7.     | Telki                          | Magyarország | 0 – 1        | Kanada       | barátságos   | -            | 71'          |
| 7.           | 2012. augusztus 24. | Ópazova                        | Szerbia      | 2 – 3        | Magyarország | barátságos   | -            | 72'          |
|              | Összesen            |                                |              | 7            | mérkőzés     |              | 0            | gól          |